# Steinway & Sons
Steinway & Sons è una fabbrica di pianoforti, fondata a New York dalla famiglia tedesca Steinweg nel 1853, durante la presidenza di Franklin Pierce. Una seconda fabbrica Steinway venne fondata nel 1880 ad Amburgo in Germania. Entrambe le fabbriche hanno subito nel tempo notevoli aggiornamenti e producono ancora oggi i pianoforti della marca Steinway & Sons.

## Storia
La Steinway & Sons venne fondata dalla famiglia tedesca Steinweg, produttrice di pianoforti, arrivata negli Stati Uniti dalla Germania nel 1850. Nel corso del suo primo anno di vita, essa fu obbligata a spostare la sua sede dal quartiere sulla calle Varick di Manhattan all'attuale sito, dove è presente sin dai primi anni '60 dell'Ottocento. Dopo la fondazione, la fabbrica crebbe gradualmente, fino a diventare una delle più note a livello mondiale. I primi successi furono dovuti sia alla qualità degli strumenti, sia alla politica di vendita messa in atto dalla fabbrica, culminata nella sala di esposizione Steinway Hall. La S&S ha poi aperto altre Steinway Halls in diverse città del mondo. Sin dalla sua fondazione, la sala di New York ha visto esibirsi nomi di grande valore, provenienti da vari Paesi; tutti quei pianisti acquisiscono pertanto il titolo onorario di Steinway Artists.
Nei primi quarant'anni di vita della ditta, Heinrich Engelhard Steinweg ed i suoi figli, Henry Jr., Albert, C.F. Theodore, William e Charles, svilupparono il pianoforte moderno. Quasi la metà dei 128 brevetti registrati dalla compagnia risalgono a questo periodo. Nel 1880 venne fondato un Villaggio Steinway, divenuto poi il comprensorio urbano della città di Long Island. Esso conteneva la fabbrica, la fonderia, un ufficio postale, parchi e case per il personale dipendente. Molte delle invenzioni, alla fine del secolo XIX, furono basate sulle investigazioni scientifiche emergenti, che includevano le teorie acustiche del fisico Hermann von Helmholtz.
La Steinway & Sons è oggi considerata una delle più importanti aziende costruttrici di pianoforti a livello mondiale e sicuramente è la più presente in ambito concertistico, tanto che si stima che il 98% delle esibizioni della stagione 2013-2014 sia stato realizzato su strumenti costruiti da questa casa.
I modelli in produzione ad Amburgo sono i seguenti:
- coda:
  - D-274
  - C-227
  - B-211
  - A-188
  - O-180
  - M-170
  - S-155
- verticali:
  - K-132
  - V-125

Il modello C-227 non viene prodotto nella fabbrica di New York.
Inoltre, a partire da marzo 2015, la Steinway ha iniziato a porre sul mercato una linea di autopiani "ad alta risoluzione" (high-resolution player pianos), denominata "Spirio" e composta dei modelli B, O ed M: il primo, gradualmente disponibile in tutte le aree geografiche, il secondo in alcune aree di Europa e Asia, il terzo in alcune aree degli Stati Uniti e del Canada.
Nel 2015 Steinway ha realizzato il suo 600 000º pianoforte. Il pianoforte presenta la spirale di Fibonacci e l'impiallacciatura in ebano Macassar. Per realizzarlo, sono state necessarie seimila ore di lavoro in quattro anni ed esso è stato valutato 2,4 milioni di dollari.